# JDS Samidare
Pour les autres navires du même nom, voir Samidare.
Le JDS Samidare (DD-106) est un destroyer lance-missiles de classe Murasame de la Force maritime d'autodéfense japonaise.

## Armement
Missiles :
- 8 (2 × 4) SSM-1B Harpoon
- 1 (1 × 16) Raytheon mk.48 VLS avec 21 RIM-7M Sea Sparrow
- 1 (1 × 16) Mk.41 VL avec 8 RUM-139A ASROC

Artillerie :
- 1 Oto Melara Compact de 76/62 mm
- 2 (2 × 6)  Phalanx CIWS de 20 mm

Torpilles :
- 6 (2 × 3) Type 68 de 324 mm avec 6 Honeywell Mk.46 mod.5

## Équipement électronique
- 1 radar de veille air Melco OPS-24
- 1 radar de veille surface JRC OPS-28D
- 2 contrôles de tir Type 2-31
- 1 radar de navigation OPS-20
- 1 sonar actif d’attaque Mitsubishi OQS-5
- 1 sonar passif remorqué OQR-1
- 1 contrôle d’armes Hitachi OYQ-103 ASW
- 1 système de combat OYQ-7
- 1 Liaison 11 1 système SQQ-28
- 4 (4 × 6) lance leurres Loral Hycor Mk.36 SRBOC
- 1 leurre torpille remorqué SLQ-25 Nixie
- 1 détecteur/brouilleur radar Nec NOLQ-3